# Franz Janowitz

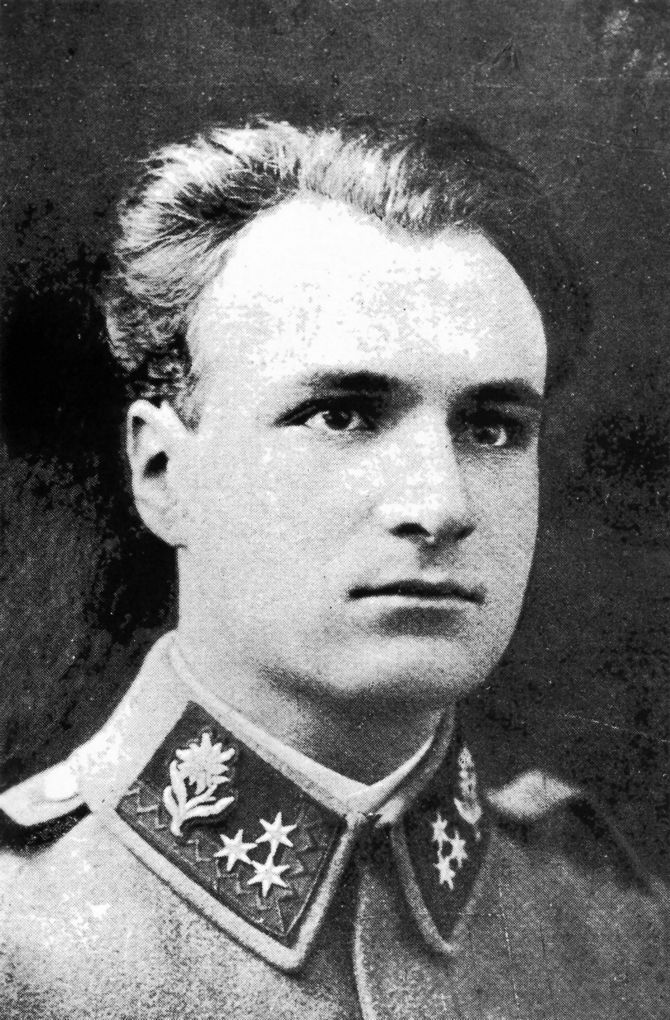
Franz Janowitz im Herbst 1914, das einzige erhaltene Porträt

Franz Janowitz (geboren 28. Juli 1892 in Podiebrad, Österreich-Ungarn; gestorben 4. November 1917 in Unter-Breth) war ein österreichischer Dichter.

## Leben und Wirken
Franz Janowitz war der jüngste Sohn des deutsch-jüdischen Fabrikanten Gustav Janowitz in Podiebrad an der Elbe und Bruder des Schriftstellers und Drehbuchautors Hans Janowitz (* 1890; † 1954). Die ersten zehn Jahre verbrachte er in einer typischen, in die Breite geöffneten böhmischen Landschaft, wo er auch alle Ferien verbrachte.
1903 schickten ihn die Eltern nach Prag, wo er das k.k. Staats-Gymnasium in Prag-Neustadt, Graben besuchte. In Prag lernte er Franz Werfel, Willy Haas, Max Brod und weitere deutsch-jüdische Schriftsteller kennen. Bald nahm er an der Organisation des Prager Kulturlebens teil. Zusammen mit Willy Haas luden sie den berühmten Wiener Satiriker Karl Kraus ein, was großes Aufsehen erregte. Karl Kraus knüpfte in Prag Freundschaften mit jungen Schriftstellern, so auch mit Franz Janowitz. Diese Freundschaft vertiefte sich mit den Jahren zur besonderen Zuneigung, die sein weiteres Leben mitbestimmte. Nach bestandener Reifeprüfung 1911 begann Janowitz auf dringenden Wunsch des Vaters ein Studium der Chemie in Leipzig, das der 1912 auch beendete.
Fortan wollte er sich nur noch philosophischen Studien und der literarischen Arbeit widmen. Zum Wintersemester 1912 schrieb er sich an der Philosophischen Fakultät der Universität Wien ein. Seine Doktorarbeit sollte der Philosophie Otto Weiningers gewidmet sein.
Seine ersten Gedichte erschienen in Herder-Blättern und er wurde als vielversprechendes Talent geschätzt. 16 seiner Gedichte wählte Max Brod für sein Jahrbuch Arkadia aus, das im Kurt Wolff Verlag herauskam. Seitdem wurde der Name Franz Janowitz dem literarischen Publikum ein Begriff.
Immatrikuliert war Janowitz in Wien nur drei Semester. Der Dienst als Einjährig-Freiwilliger unterbrach das Studium und der Krieg erzwang überhaupt ein Ende.
Nach dem 28. Juli 1914 Österreich-Ungarn Serbien den Krieg erklärte, wurde Janowitz in Bozen mobilisiert und zur galizischen Front geschickt. Erkrankt an schwerem Ruhrfieber wurde er vorerst zurückgestellt, doch später zu Kompaniediensten ins Hinterland eingezogen und in Enns stationiert. In Enns entstanden die meisten seiner Kriegsgedichte. Doch wieder für Kriegsdienst für tauglich erklärt musste er in Enns an die Front gehen.
Bei einem Sturmangriff auf den Monte Rombon erlitt er eine schwere Brustwunde und starb an den Folgen der Verletzung am 4. November 1917 im Feldspital 1301. Er wurde auf dem Militärfriedhof in Mittel-Breth beigesetzt.
Zwei Jahre nach seinem Tode gab Karl Kraus im Kurt Wolff Verlag aus seinem Nachlass einen schmalen Band seiner Lyrik unter dem Titel „Auf der Erde“ heraus. Hier erfahren wir auch, dass der Band jene knappe Auswahl darstellt, die der Dichter noch selbst zur Veröffentlichung vorbereitete.

## Werke
- Auf der Erde und andere Dichtungen. Werke, Briefe und Dokumente / Franz Janowitz. Mit einem Anhang herausgegeben von Dieter Sudhoff. Innsbruck Haymon-Verlag, 1992 (Brenner-Studien; Bd. 12)
- Die Fackel. Nr. 474-483 / xx (23. Mai 1918) [S. 69–71]
- Judaica Bohemiae IV, Statni Zidovske Muzeum Praha 1968
- Die literarische Welt –  Erinnerungen. Willy Haas, Paul List Verlag, München 1980 [S. 257]
- Bo Osdrowski/Tom Riebe (Hrsg.): Franz Janowitz. Versensporn – Heft für lyrische Reize Nr. 17, Edition POESIE SCHMECKT GUT, Jena 2014, 100 Exemplare.
- Prager deutsche Erzählungen, Philipp Reclam jun. Stuttgart 1992, ISBN 3-15-008771-6, Seite 466 f.